# Тарасівка (зупинний пункт, Одеська залізниця)
Тарáсівка — пасажирський залізничний зупинний пункт Знам'янської дирекції Одеської залізниці на електрифікованій лінії Користівка — Яковлівка між станціями Щаслива (7 км) та Зелена (7 км). Розташований в селі Зелений Барвінок Олександрійського району Кіровоградської області. Поруч пролягає автошлях міжнародного значення М04E50.

## Історія
У 1962 році зупинний пункт електрифікований змінним струмом в складі дільниці Знам'янка — П'ятихатки.

## Пасажирське сполучення
На платформі Тарасівка зупиняються приміські поїзди сполученням Знам'янки — П'ятихатки.